# Life is good in my neighborhood
Life is good in my neighborhood is het tweede soloalbum van Robert Lamm, een van de oprichters van Chicago. Het verscheen in een tijdperk dat de band bijna ten onder ging, ze had een muzikaal meningsverschil met hun toenmalige platenlabel Warner Brothers. Het album is opgenomen in vier verschillende geluidsstudio’s in Los Angeles en New York, de plaatsen waar Lamm huizen bezit.

## Musici
- Robert Lamm – zang
- John van Eps – toetsinstrumenten, programmeerwerk synthesizers en drumcomputer
- James McCurrie – gitaar
- Carol Steele – percussie
- Jerry Goodman – elektrische viool
- Dawayne Bailey – gitaar
- Bootsey Collins – basgitaar
- Randy Goodrum – zang, toetsinstrumenten
- Michael Landau - gitaar

## Muziek
| Nr. | Titel                                                              | Duur |
| --- | ------------------------------------------------------------------ | ---- |
| 1.  | Life is good in my neighbourhood (versie 1) (Lamm, Bill Gable)     | 4:43 |
| 2.  | When the rain becomes (Lamm, Gable)                                | 5:11 |
| 3.  | All the years (Lamm, Bruce Gaitsch)                                | 4:44 |
| 4.  | Murder on me (Lamm, Frankie Vinci)                                 | 4:09 |
| 5.  | Jesse (Lamm, Steven Tavane)                                        | 3:49 |
| 6.  | Ain’t no ordinary thing (Lamm, Gerard McMahon)                     | 4:15 |
| 7.  | Tabla (Lamm, Randy Goodrum)                                        | 4;36 |
| 8.  | In this country (Lamm, Gerard Mcmahon)                             | 4;13 |
| 9.  | When will the world be like lovers (Lamm, Tom Keane, David Foster) | 4:57 |
| 10. | Life is good in my neighbourhood (versie 2) (Lamm, Gable)          | 4:21 |

Life is good in my neighborhood 2.0 is een heruitgave van dit album, aangevuld met bonustracks.